# رحیمکولوو
رحیمکولوو (به لاتین: Rakhimkulovo) یک منطقهٔ مسکونی در روسیه است که در باشقیرستان واقع شده‌است.